# Giovanni Cattanei
Giovanni Cattanei (Genova, ... – 25 dicembre 2005) è stato un sociologo italiano, ordinario di Pedagogia generale all'Università di Genova, morto tragicamente nell'incendio sprigionatosi di notte nella propria biblioteca personale.
Studioso appassionato della educazione civica delineò con finezza, già negli anni sessanta, i legami tra sociologia e pedagogia esaminando la formazione dell'italiano nella dilagante civiltà dei consumi che diventa anche civiltà delle tentazioni.
(G.Cattanei, 1968)

## Pubblicazioni
- Samuel Beckett. La Nuova Italia, Firenze, 1967
- Etica e pedagogia dei consumi. Silva, Roma, 1968
- La poesia italiana del Novecento. Edindustria, Roma, 1970
- Analisi sociologica dello sport. Tilgher, Genova, 1973
- Sociologia dello spettacolo. Tilgher, Genova, 1974
- La scuola dei mass-media. La Scuola, Brescia, 1984

| Controllo di autorità | VIAF (EN) 240316432 · ISNI (EN) 0000 0003 8576 1521 · LCCN (EN) n79039942 · J9U (EN, HE) 987007335720905171 |